# キルミーラ
キルミーラ（梵: किर्मीर, Kirmīra）は、インド神話に登場するラークシャサである。バカ、アラーユダと兄弟。またヒディムバーの兄ヒディムバとは親友。幻力に長け、クル国のカーミヤカの森を住処とし、戦いを仕掛けて打ち負かした者を喰らっていたが、パーンダヴァ5王子の1人ビーマに退治された。

## 神話
バカが殺されたとき、キルミーラは仇のビーマを探したが見つけることができなかった。のちに賭博に敗れたパーンダヴァがカーミヤカの森を訪れたとき、キルミーラは仇がいるとは気づかずに、腕を大きく広げて彼らの行く手を遮った。キルミーラが幻力を放ち、大音響で叫ぶと森中の動物や鳥類が驚いて逃げ出し、大地を何度も踏みしだくと、強風が起きて砂塵が空を覆った。そのためパーンダヴァに同行していたダウミヤはラークシャサを調伏するマントラを唱えて、キルミーラの幻力を打ち消さなければならなかった。
キルミーラは彼らがパーンダヴァであることを知ると、ビーマを殺して喰らおうとした。ビーマとキルミーラは樹木を武器にして戦った。2人は森の木々が滅びるような勢いで樹木を引き抜いて、たがいに殴り合い、樹木を砕け散らせた。その戦いはヴァナラ族のヴァーリンとスグリーヴァの戦いのようであった。最後にビーマはキルミーラを投げ飛ばし、キルミーラが大地にうつ伏せで倒れこむと、背後から両腕を回して絞め殺した。